# Jordfallet vid Åkerström
Jordfallet vid Åkerström 6 oktober 1648 är det största jordskredet  vid Göta älv, som är dokumenterat i samtida källor. Skredet var så stort att det dämde upp hela älven. Det drog med sig åkrar, träd, ängar, skog och hus och detta orsakade även enorma flodvågor, som svepte med sig människor och byggnader längs älven. Olika källor uppger, att mellan 85 och 127 personer omkom i naturkatastrofen.
Katastrofen drabbade båda sidor av älven, som på den tiden hade en norsk och en svensk sida. Platsen för skredet var i närheten av byarna Intagan och Åkerström. Enligt prästman Torsten Wassenius i Vassända skedde händelsen den 6 oktober 1648 vid 14-tiden - dock anger en del källor att det var den 7 oktober. Skredet benämndes som "ett stort jordfall på 27 alnar" och började vid en gård, som låg på den dåvarande norska sidan, vid Intagan - dåvarande "Intaka". Det var mest äng, åker och gårdar som drogs med i raset, och även några stora sjöbodar försvann i rasmassorna. Bodarna flöt uppströms en bit mot Trollhättan efter skredet. Vattnet fick söka ny väg följande skredet och gick då tillfälligt över Åkerströms och Intagans marker. Först efter 27 dagar återtog älven sitt tidigare lopp. Än idag kan man vid stranden nedanför Stubbered på andra sidan älven se en cirka 200 meter lång rest av det stora jordstycket som rasade. Denna lilla strandremsa försökte Norge göra anspråk på 1649. Det dröjde dock endast nio år till freden i Roskilde, då bygden upphörde att vara gränsområde mellan Norge och Sverige.

## Se också
- Åkerströms naturreservat